# Кель Адджер
Кель-Аджер (или Кел Аджер, Кель Адджер) (араб. أجّر‎) — конфедерация туарегов, которая некогда была одной из самых влиятельных и многочисленных.

## История и происхождение
Считается, что туареги кель-аджер являются потомками гарамантов — жителей Гарамантиды, прекратившей своё существование в VII веке н. э.

## Распространение
Конфедерация располагается на юге и юго-востоке Алжира, а также на юго-западе Ливии. Основные населённые пункты пребывания туарегов кель-аджер — город Джанет в Алжире, города Гат и Убари в Ливии.

## Обычаи
Туареги кель-аджер, так же как и туареги кель-ахаггар, до сих пор сохранили пережитки старинных обычаев материнского рода, который существовал у берберов ещё во времена Римской империи.
Раньше единственным доходным делом племени кель-аджер были продажи в алжирском городе Джанет продуктов скотоводства, дров и ёмкостей с водой.
Говорят на диалекте ажжер (аджер, адджер, джанет) языка восточный тамахак.

## Интересные факты
- В рассказе И. А. Ефремова «Афанеор, дочь Ахархеллена» главная героиня Афанеор — сирота из племени тиббу, воспитанная туарегами из племени кель-аджер — названа так в честь Афанеор — дочери вождя кель-аджеров Ахархеллена, правившего за пятьдесят лет до описываемых событий; она рассказывает старинную легенду о путешественниках из далёкой северной страны — России, посещавших страну туарегов[6].